# Лајк Камелот (Илиноис)
Лајк Камелот (енгл. Lake Camelot) насељено је место без административног статуса у америчкој савезној држави Илиноис.

## Демографија
По попису из 2010. године број становника је 1.686.
| Група             | 2000.    | 2010.         |
| Белци             | 0 (0,0%) | 1.609 (95,4%) |
| Афроамериканци    | 0 (0,0%) | 24 (1,4%)     |
| Азијати           | 0 (0,0%) | 9 (0,5%)      |
| Хиспаноамериканци | 0 (0,0%) | 35 (2,1%)     |
| Укупно            | 0        | 1.686         |